# Archivo DiFilm

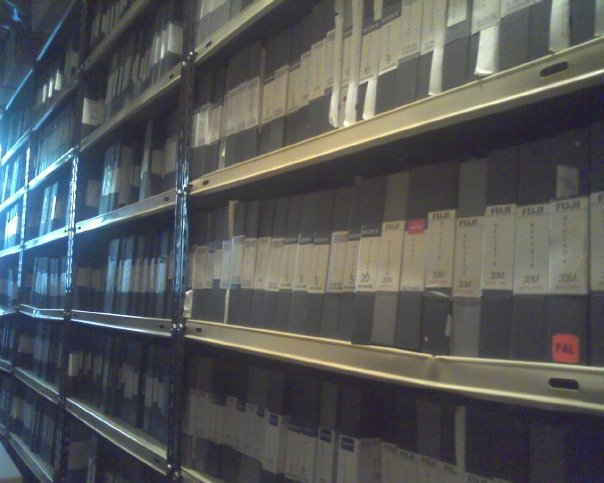
Betacam con material desde 1994 hasta 2007.

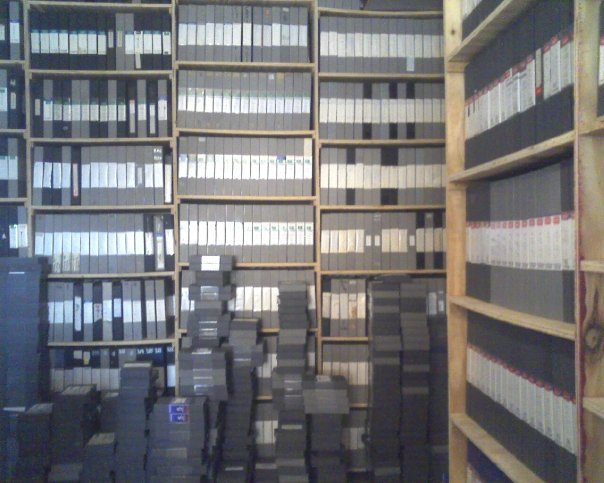
U-matic con material desde 1982 hasta 1999.

El Archivo DiFilm es un archivo privado fundado por Roberto Di Chiara en 1949 que se encarga de la recuperación y restauración de películas de 35 y 16 mm, también alberga fotos, revistas y registros sonoros, aunque en su mayoría, el archivo se encuentra compuesto por lo primariamente mencionado. Sus depósitos se encuentran principalmente en el partido de Florencio Varela. 
Es el banco de imágenes más grande de Sudamérica, siendo además el archivo privado más diverso del planeta y el cuarto más abundante (en términos generales) solo por detrás de la Biblioteca del Congreso de Estados Unidos, y de los archivos de Alemania y Francia. Tiene siete millones de horas en películas.

## Historia
La devoción de Roberto Di Chiara por las películas comenzó cuando era un niño de aproximadamente diez años. Su padre lo acompañó a ver un film de Charles Chaplin en un cine de Avellaneda. Luego el chico le pidió a su padre que le consiguiese un proyector y películas, su padre se los pudo comprar ya que tenía un vasto sueldo. A los doce empezó a trabajar de vendedor de periódicos callejero, la paga que recaudaba la invertía exclusivamente en nuevas películas para mirar. Al tener dieciséis años de edad, ya tenía en su haber quince mil películas.
Roberto Di Chiara recibió en algunas ocasiones, ofertas de los Estados Unidos, España o México para mudar el archivo y tener acceso a los mismos, pero este las rechazó.
El archivo se encuentra compuesto por -según una nota de Página 12 del 1999-: veinticinco mil largometrajes en formato original de 35 o 16 mm, cincuenta y dos mil noticieros argentinos y del mundo, treinta y cuatro mil transmisiones radiales, dos millones de notas periodísticas, dos millones de fotos, además de diarios, revistas, y también aquellos afiches que se pegaban en cines cuando se estrenaban películas. Con unas seiscientos mil horas catalogadas, el Archivo DiFilm tiene el 10% del material catalogado y clasificado.
Los principales almacenes del archivo se encuentran en Florencio Varela, es allí donde Roberto Di Chiara siempre quiso hacer un museo sobre el film, argentino o latinoamericano. 
El 14 de mayo de 2008 falleció Roberto Di Chiara, a partir de ahí, sus hijos Luis Mariano Di Chiara, Daniel, junto a su nieto Maximiliano Di Chiara se encargaron del archivo.

### Enlace audiovisual
Entrevista exclusiva con Mariano Maximiliano Di Chiara, del Archivo DiFilm en YouTube.